# Raoul de Houdenc
Raoul de Houdenc (o Houdan) fue un poeta y trovador francés nacido entre 1165 y 1170 y fallecido alrededor de 1230. Su nombre probablemente viene de su lugar de nacimiento, incierto pues se duda entre Hodenc-en-Bray en el Oise, Houdain en el Artois o incluso Houdan en Yvelines. 

## Biografía

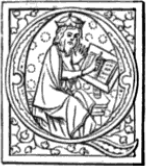
Manuscrito del Meraugis

No se conoce mucho sobre su vida y se supone que era un monje, o juglar, pero parece que estaba a cargo de la administración de una pequeña finca y se dedicó, en cualquier caso a la poesía. 
Se le atribuyen seis obras, de la que la más conocida es una novela en verso sobre el rey Arturo, Méraugis de Portlesguez. También es el autor de la famosa Songe d'Enfer, viaje alegórico realizado en un sueño, cuyo texto contiene una descripción de un banquete del infierno, interesante fuente para la historia de los alimentos. Es considerado el primer antecedente medieval del sueño como recurso para presentar una realidad alegórica.
Es el autor de Roman de Ailes y, en un género muy diferente, el autor de Voie de Paradis que también se le atribuye.